# Олександрівка (Подолівський старостинський округ)
Олекса́ндрівка — село в Україні, у Барвінківській міській громаді Ізюмського району Харківської області. Населення становить 156 осіб. До 2020 орган місцевого самоврядування — Подолівська сільська рада.

## Географія
Територією села Олександрівка протікає річка Сухий Торець, є міст. На протилежному березі знаходиться вимерле село Мала Андріївка. За 2 км знаходиться село Подолівка.

## Історія
12 червня 2020 року, відповідно до Розпорядження Кабінету Міністрів України  № 725-р «Про визначення адміністративних центрів та затвердження територій територіальних громад Харківської області», увійшло до складу Барвінківської міської територіальної громади.
19 липня 2020 року, в результаті адміністративно-територіальної реформи та ліквідації Барвінківського району, село увійшло до складу Ізюмського району.

## Економіка
В селі є молочно-товарна ферма.